# University of Alberta
University of Alberta (U of A) er et offentligt universitet i Edmonton, Alberta i Canada. Universitetet blev grundlagt i 1908, og er med mere end 36 000 studerende et af de fem største universiteter i Canada.
Universitetet deltager i University of the Arctic.

## Akademisk
Universitetet har ca. 36 000 studerende, herunder 2 000 internationale studerende fra 110 lande. University af Alberta har ansat 3 353 akademiske medarbejdere i tillæg til ca. 6 000 ikke-akademisk personale. Ingen andre Canadiske universiteter har vundet mere 3M Teaching Fellowships for undervisningseksellence i lavere grad end U of A med 28 priser siden 1986. Universitetet tilbyder højere uddannelse i 200 bachelor-og 170 kandidatprogrammer.

### Fakulteter og Programmer
Universitetet har 18 fakulteter og to tilknyttede colleges:
- Faculty of Agricultural, Life and Environmental Sciences
- Faculty of Arts
- Augustana Faculty
- School of Business
- Faculty of Education
- Faculty of Engineering
- Faculty of Extension
- Campus Saint-Jean
- Faculty of Graduate Studies and Research
- Faculty of Law
- Faculty of Medicine and Dentistry
- Faculty of Native Studies
- Faculty of Nursing
- Faculty of Pharmacy and Pharmaceutical Sciences
- Faculty of Physical Education and Recreation
- School of Public Health
- Faculty of Rehabilitation Medicine
- Faculty of Science
- St. Joseph's College
- St. Stephen's College

## Eksterne links
- Universitetets hjemmeside

53°31′28″N 113°31′28″V / 53.5244°N 113.5244°V